# Hrabstwo Menominee (Wisconsin)
Hrabstwo Menominee (ang. Menominee County) – hrabstwo w stanie Wisconsin w Stanach Zjednoczonych.
Obszar całkowity hrabstwa obejmuje powierzchnię 364,99 mil² (945,32 km²). Według szacunków United States Census Bureau w roku 2009 miało 4513 mieszkańców. Jego siedzibą administracyjną jest Keshena.
Hrabstwo zostało utworzone w 1961 z rezerwatu Indian Menominów, od których także pochodzi nazwa.
Na obszarze hrabstwa znajdują się rzeki Evergreen, Oconto, Red River i Wolf oraz 128 jezior.

## Miasta
- Menominee

## CDP
- Keshena
- Legend Lake
- Middle Village
- Neopit
- Zoar